# 오레호보역
오레호보역(러시아어: Орехово)은 모스크바 지하철 자모스크보레츠카야 선의 역이다. 모스크바 북부 행정 구역의 오레호보 지역에 위치하고 있다.

## 역사
본 역은 1984년 12월 30일에 문을 열었다가, 홍수가 발생하여 바로 다음날 문을 닫았다. 1985년 2월 9일에 재개장하였다.

## 로비
지상 로비 중 하나는 바스노바 거리로 가는 지하 통로와 시필로프스키 통로이다.

## 테마
벽과 기둥들은 하얀색과 회색의 대리석으로 장식되어 있다. 천장의 중심에는 램프가 있는 많은 캐슨들이 있다. 건축 설계 "자연 보호"의 주제로 에스컬레이터 위의 로비에 있는 청동 조각상(L)에 의해 발견되었다. - L. 베를린.